# Hinesville
Hinesville is een plaats (city) in de Amerikaanse staat Georgia, en valt bestuurlijk gezien onder Liberty County. De plaatst werd gesticht in 1837 en werd in dat zelfde jaar de hoofdplaats van Liberty County.

## Demografie
Bij de volkstelling in 2000 werd het aantal inwoners vastgesteld op 30.392.
In 2006 is het aantal inwoners door het United States Census Bureau geschat op 29.554, een daling van 838 (-2.8%). in 2019 is het aantal inwoners geschat op 33.273.

## Geografie
Volgens het United States Census Bureau beslaat de plaats een oppervlakte van
42,3 km², waarvan 42,0 km² land en 0,3 km² water. Hinesville ligt op ongeveer 9 m boven zeeniveau.

## Plaatsen in de nabije omgeving
De onderstaande figuur toont nabijgelegen plaatsen in een straal van 20 km rond Hinesville.